# 大阪府泉州救命救急センター
大阪府泉州救命救急センター（おおさかふせんしゅうきゅうめいきゅうきゅうセンター）は、大阪府泉佐野市にある三次救急医療機関。前身は大阪府立救命救急センター条例（昭和54年11月5日大阪府条例第19号）によって設置された府立の救命救急センターで、平成25年4月1日を以って大阪府より地方独立行政法人りんくう総合医療センターへ移管され、府立の看板が外れた。本センターとりんくう総合医療センター、及びりんくう総合医療センター感染症センターの施設群によりりんくう総合医療センターを形成する。和泉市・高石市以西の8市4町で構成される泉州二次医療圏の災害拠点病院に指定されており、DMATチームを有する。

## 特徴
大阪府泉州救命救急センターは、関西国際空港近隣に位置し（大阪府泉佐野市）、大阪府南部の泉州地域を医療圏（人口90万医療圏）とした救命救急センターである。いわゆるER型救命救急センターと異なり、各専門科に依存することなく患者受け入れから診断・根本的治療（definitive therapy）を一貫してセンター内で完結する自己完結型独立型救命救急センターである。このため救急車以外での来院や一般の外来診療は受け付けていない。対応疾患は三次救急対応を必要とする症例のみで、年間救急搬送症例は約840件。外因、内因性疾患など多彩な重症症例を扱っているが、中でも外科系疾患が多く、年間の平均手術件数は約420件（全麻症例は約270件）である。特に本センターでは外傷診療に力をいれていることもあり重症多発外傷症例の割合が多いのが特徴で、JATEC（Japan Advanced Trauma Evaluation and Care）に基づいた外傷診療を行っている。外傷診療を最も得意とし、地域の外傷センターとしての機能を果たしている。診療病床数は、ICU12床、HCU18床を含めた30床である。

## 交通アクセス
- 南海空港線・JR西日本関西空港線りんくうタウン駅下車、徒歩約5分。